# Gottlob (Timiș)

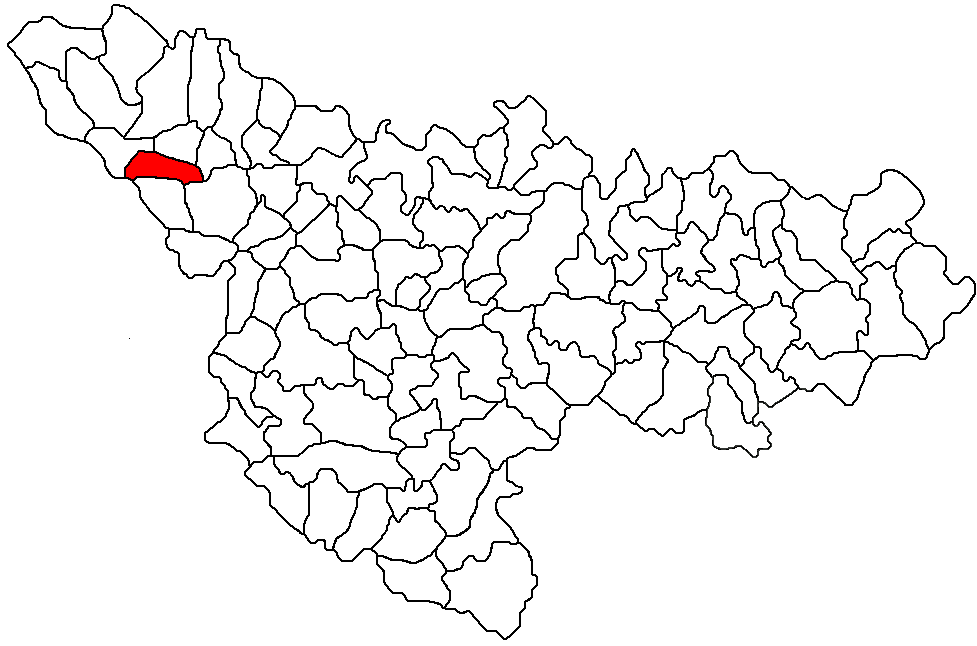
Lage der Gemeinde Gottlob im Kreis Timiș

Gottlob (deutsch „Gottlob“, ungarisch Kisősz) ist eine Gemeinde im Kreis Timiș in der Region Banat im Südwesten Rumäniens, die von Banater Schwaben gegründet wurde. Der Ort liegt nordwestlich von Timișoara und südwestlich von Arad und zählte 2007 etwa 2300 Einwohner. Der Ort befindet sich etwa sechs Kilometer südwestlich von Lovrin an der Eisenbahnstrecke Lovrin–Nerău.

## Nachbarorte
| Tomnatic     | Sânpetru Mare                               | Lovrin    |
| Teremia Mare | Kompassrose, die auf Nachbargemeinden zeigt | Bulgăruș  |
| Comloșu Mare | Grabaț                                      | Lenauheim |

## Geschichte
Das Dorf wurde zwischen 1770 und 1773 mit 203 Häusern gegründet. Die katholische Pfarrei besteht seit 1773.
Die Bevölkerung war bis in die 1940er Jahre, bis auf eine verschwindende Minderheit, katholischer Konfession.
Am 4. Juni 1920 wurde das Banat infolge des Vertrags von Trianon dreigeteilt. Der größte, östliche Teil, zu dem auch Gottlob gehörte, fiel an Rumänien.
Infolge des Waffen-SS-Abkommens vom 12. Mai 1943 zwischen der Antonescu-Regierung und Hitler-Deutschland wurden alle deutschstämmigen wehrpflichtigen Männer in die deutsche Armee eingezogen. Noch vor Kriegsende, im Januar 1945, fand die Deportation aller volksdeutschen Frauen zwischen 18 und 30 Jahren und aller Männer im Alter von 16 bis 45 Jahren zur Aufbauarbeit in die Sowjetunion statt.
Das Bodenreformgesetz vom 23. März 1945, das die entschädigungslose Enteignung der deutschen Bauern, als ehemalige Angehörige der Deutschen Volksgruppe in Rumänien, vorsah, entzog der ländlichen Bevölkerung die Lebensgrundlage. Gleichzeitig wurden auch die Häuser der Deutschen entschädigungslos enteignet. Boden und Bauernhäuser wurden an Kleinbauern, Landarbeiter und Kolonisten aus anderen Landesteilen verteilt. Das Nationalisierungsgesetz vom 11. Juni 1948 sah die Verstaatlichung aller Industrie- und Handelsbetriebe, Banken und Versicherungen vor, wodurch alle Wirtschaftsbetriebe unabhängig von der ethnischen Zugehörigkeit enteignet wurden.
Am 18. Juni 1951 fand die Deportation in die Bărăgan-Steppe, gemäß dem „Plan zur Evakuierung von "unzuverlässigen Elementen" über einen Abschnitt von 25 km, deren Präsenz eine Gefahr für das Grenzgebiet mit Jugoslawien darstellen“, statt. Als die Bărăganverschleppten 1956 heimkehrten, bekamen sie die 1945 enteigneten Häuser und Höfe zurück, der Feldbesitz wurde jedoch kollektiviert.
Bis 1967 war Gottlob Gemeindesitz, wurde aber aufgrund der geringen Einwohnerzahl zu einem Dorf ohne eigene Verwaltung abgestuft. Im Jahr 2003 wurde Gottlob erneut zur Gemeinde ernannt und hat seitdem wieder einen eigenen Bürgermeister.
Die Deutschen bildeten bis 1940 den größten Bevölkerungsanteil des Ortes (1910: 91 %). Nach dem Krieg änderte sich die Zusammensetzung der Ortsbewohner entscheidend – bis 1977 reduzierte sich die Anzahl der Deutschen von einst 1836 (1910) auf 875, die nur noch 38 % der Bewohner ausmachten. Dieser Trend setzte sich weiter fort und führte zu einer Zahl von lediglich 160 Deutschen im Jahr 1991 und 98 im Februar 1996. Gründe sind vor allem sowohl das Abwandern nach Deutschland direkt nach dem Zweiten Weltkrieg als auch die Flucht vieler Bewohner während der Zeit des Kalten Krieges. Eine weitere Auswanderungswelle erfasste die Ortschaft nach der Öffnung der Grenzen um 1991. Die Abwanderung der Bewohner hinterließ im Jahr 1992 eine Ortschaft, in der nur jedes dritte (andere Quellen sprechen von jedem vierten) Haus bewohnbar war. Bis 1992 gab es in Gottlob eine deutsche Schule sowie einen deutschen Kindergarten, die jedoch wegen geringer Schülerzahlen geschlossen wurden. Eine rumänische Schule im Ort nahm die Kinder auf.
Die Kirche des Ortes wurde 1867 errichtet und von der reichen Ortschaft üppig ausgestattet. Die Deckenmalereien sowie der Altar wurden mehr als hundert Jahre gut gepflegt. Mehrere Heiligenfiguren wurden jeweils durch ortsansässige Familien gepflegt, was eine besondere Ehre darstellte. Teile der Kircheneinrichtung wurden im Laufe der 1990er Jahre gestohlen oder zerstört. Eine Erneuerung der Fassade gelang Ende der 1990er Jahre durch Spenden aus Deutschland.
1994 wurde zu Allerheiligen im Gottlober Friedhof ein Gedenkstein errichtet. Auf einer Marmorplatte befindet sich folgende Inschrift:
Den Toten zum Gedächtnis, den Lebenden zum Vermächtnis
1939–1945 gefallene Helden 52
1945–1949 Rußlandverschleppung 17 Tote
1951–1956 Deportation in den Baragan 9 Tote
Ruhet sanft! – Gemeinde Gottlob
Heute bestimmt die rumänische Mehrheit das kulturelle Bild Gottlobs. Die erste rugă (Kirchweihe) fand am 3. November 1996 statt und wurde von einem Umzug in Tracht begleitet.
Der ehemalige Staatsbetrieb Station für die Mechanisierung der Landwirtschaft (SMA) wurde nach der Revolution von 1989 in mehrere Gesellschaften geteilt, die den Boden der Ortschaft sowie benachbarter Orte bewirtschaften. Das ehemalige Betriebsgelände verfiel. Die Versorgung der Bewohner verschlechterte sich im Jahr 2003, als der ansässige Dorfarzt seine Arbeit einstellte und sich der Landwirtschaft widmete, da diese lukrativer war.
Die Gemeinde Gottlob ist seit 2004 durch Ausgliederung aus der Gemeinde Lovrin (Lowrin) hervorgegangen.

## Bilder

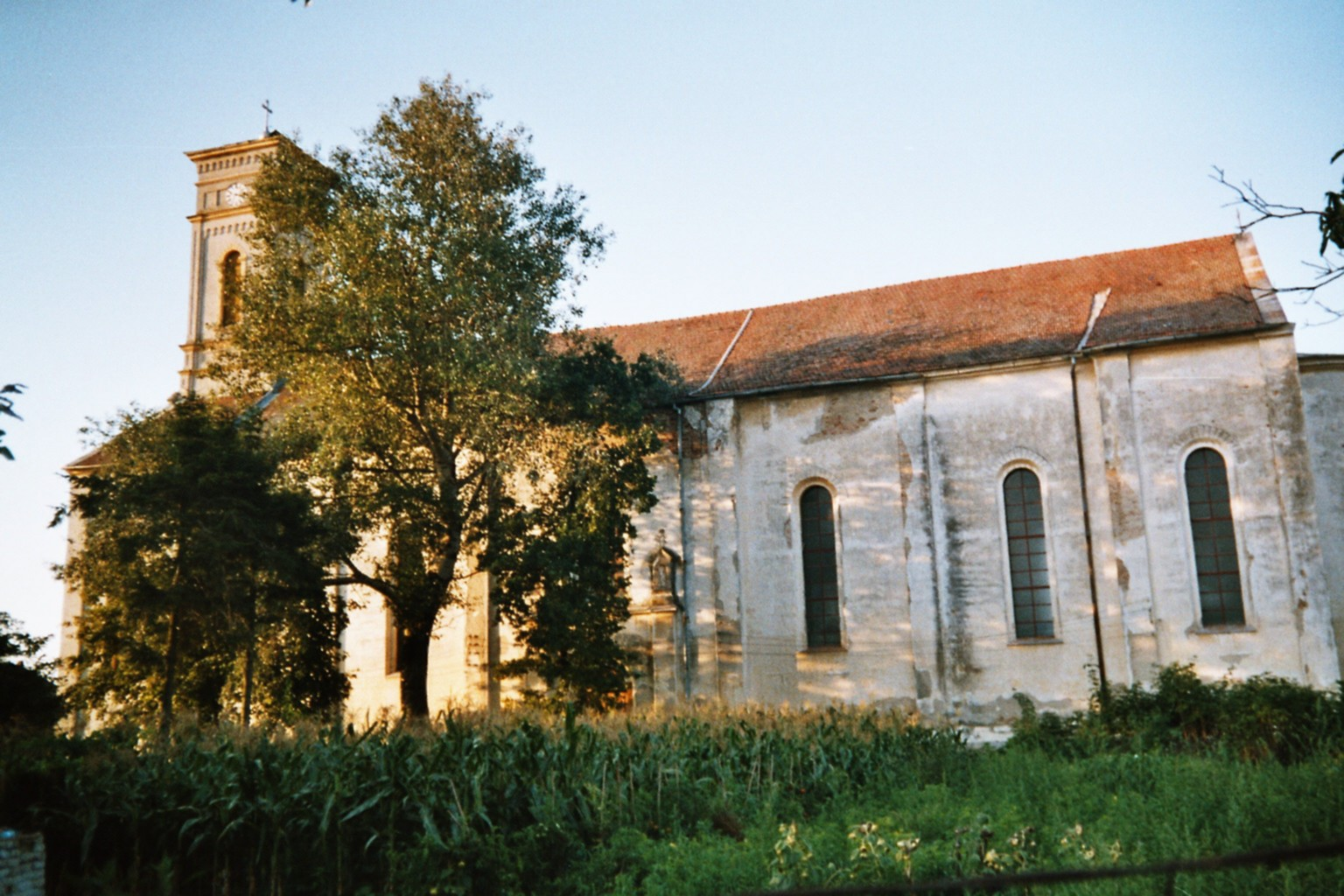
Kirche von Gottlob, erbaut 1867
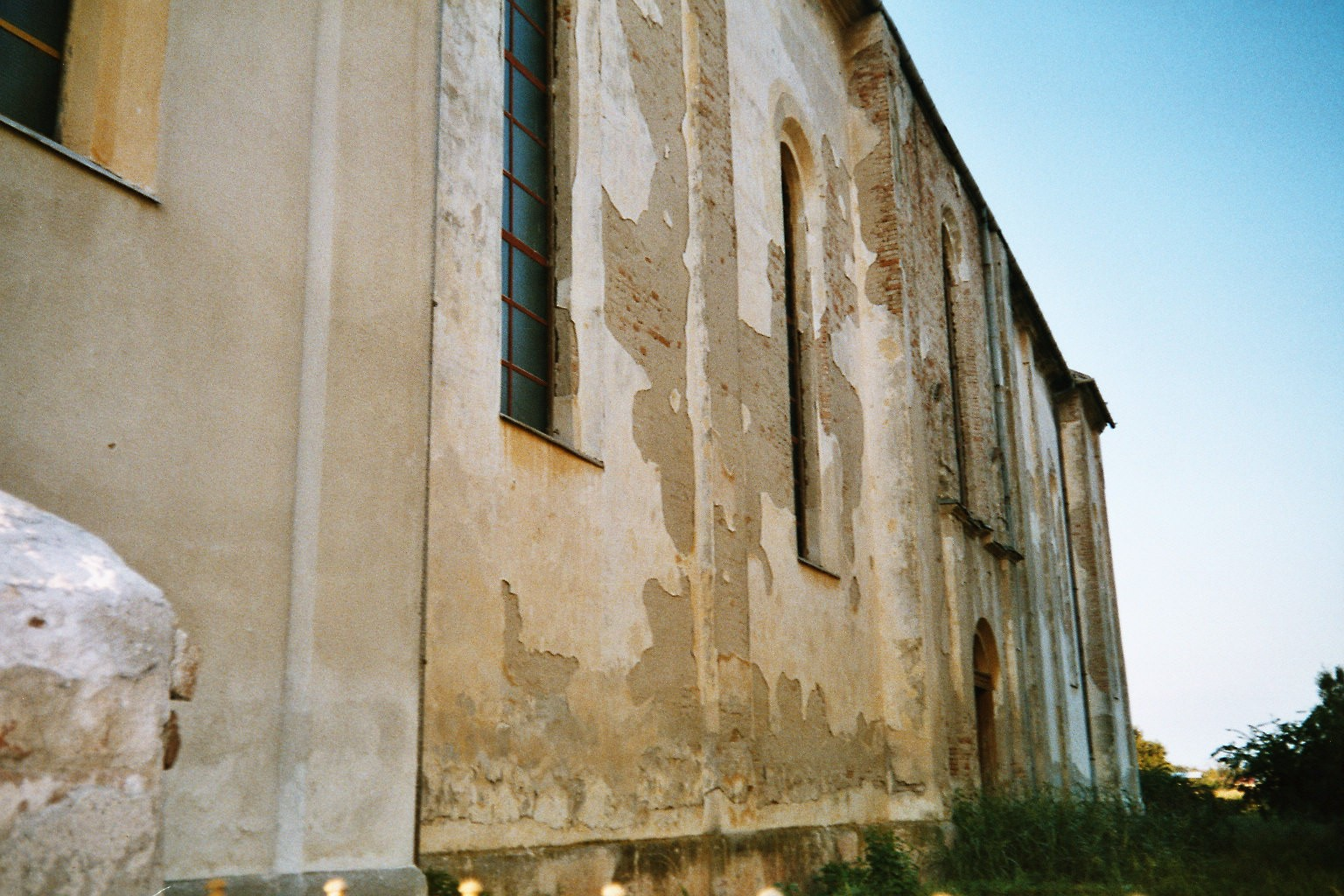
Renovierter und alter Teil der Kirchfassade
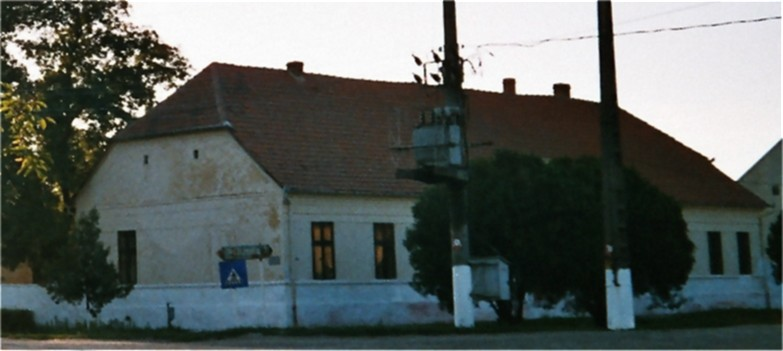
Grundschule, 2004
Der Gedenkstein auf Gottlobs Friedhof
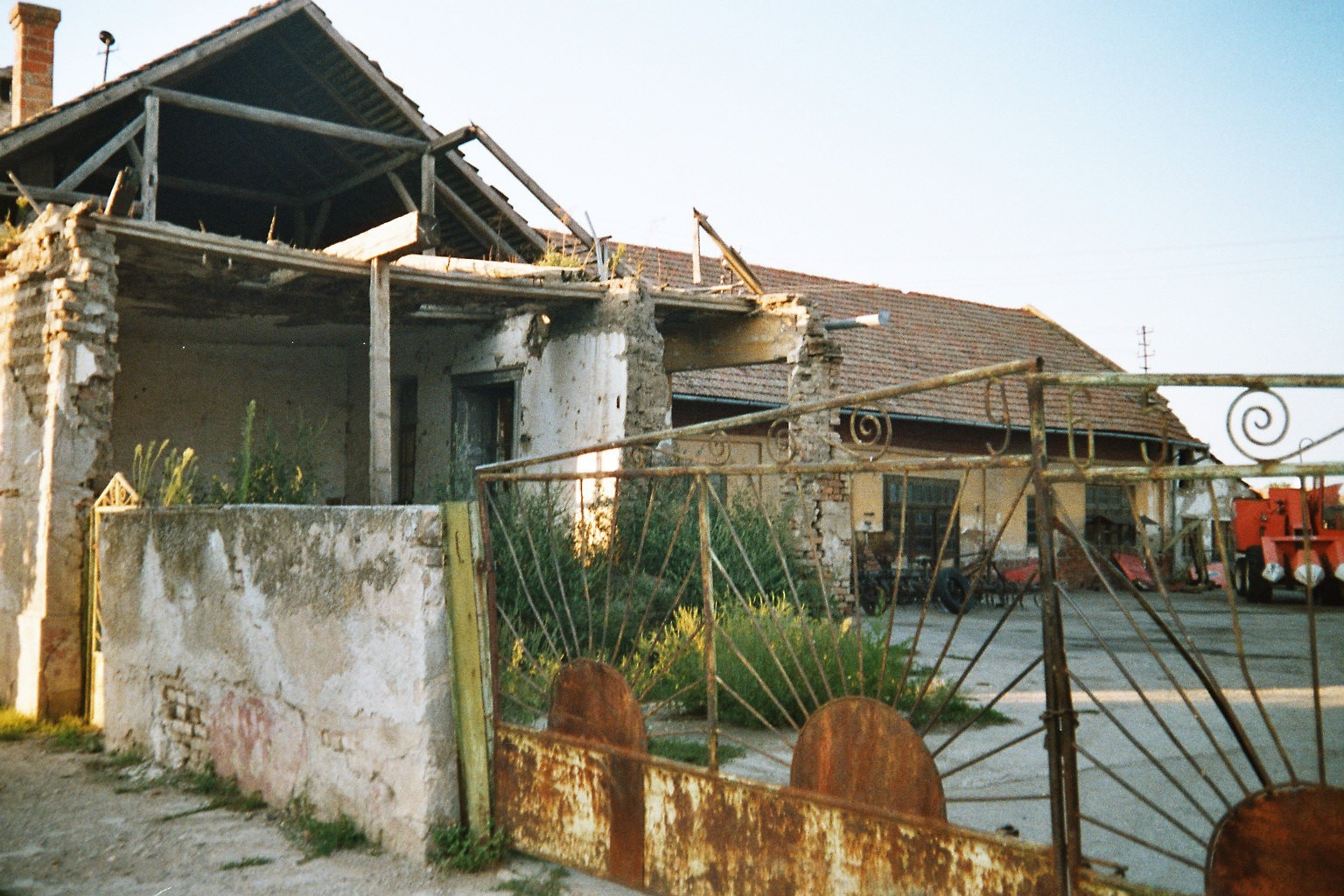
Verfall auf dem Gelände der ehemaligen SMA

## Persönlichkeiten
- Reiner Schmidt (1942–2011), Bratschist und Dirigent